# ولت

این علامت نشان دهنده وجود تأسیسات ولتاژ بالاست.

وُلت (به انگلیسی: Volt) (کوتاه‌شده: V) یکای ولتاژ یا اختلاف پتانسیل الکتریکی در سیستم استاندارد بین‌المللی واحدها است.
ولت یکای نیروی محرک الکتریکی نیز هست.
یک ولت، اختلاف پتانسیل دو نقطه است که برای جابه‌جایی یک کولن بار میان آن‌ها، یک ژول کار انجام شود.
{\displaystyle E={\frac {W}{q}}}
که در آن
- E: نیروی محرک الکتریکی
- W: کار انجام شده
- q:  بار الکتریکی بر حسب کولن

یکای اختلاف پتانسیل این‌گونه به‌دست می‌آید:
{\displaystyle {\mbox{V}}={\dfrac {\mbox{W}}{\mbox{A}}}={\dfrac {\mbox{J}}{\mbox{C}}}={\dfrac {{\mbox{N}}\cdot {\mbox{m}}}{{\mbox{A}}\cdot {\mbox{s}}}}={\dfrac {{\mbox{kg}}\cdot {\mbox{m}}^{2}}{{\mbox{A}}\cdot {\mbox{s}}^{3}}}={\dfrac {{\mbox{kg}}\cdot {\mbox{m}}^{2}}{{\mbox{C}}\cdot {\mbox{s}}^{2}}}}
این یکا، به افتخار فیزیک‌دان و مخترع ایتالیایی آلساندرو ولتا (۱۷۴۵–۱۸۲۷)، ولت نامیده شده‌است.

## سطوح ولتاژ
ولتاژ برق در مصارف خانگی در ایران ۲۲۰ ولت، و جاهای دیگر، ۱۱۰، ۲۲۰، ۲۳۰، ۲۴۰ و ۲۵۰ ولت است. ولتاژ برق در مصارف صنعتی، ۲۲۰ یا ۳۸۰ ولت است. در خطوط انتقال توان از ولتاژهای بیش‌تر، هم‌چون ۶۳ و ۴۰۰ کیلوولت استفاده می‌شود. باتری‌های خشک معمولاً  ۱٫۵ ولت و باتری ماشین‌های سبک معمولاً  ۱۲ ولت، و باتری ماشین‌های سنگین، ۲۴ ولت هستند.